# عکاسی آنی

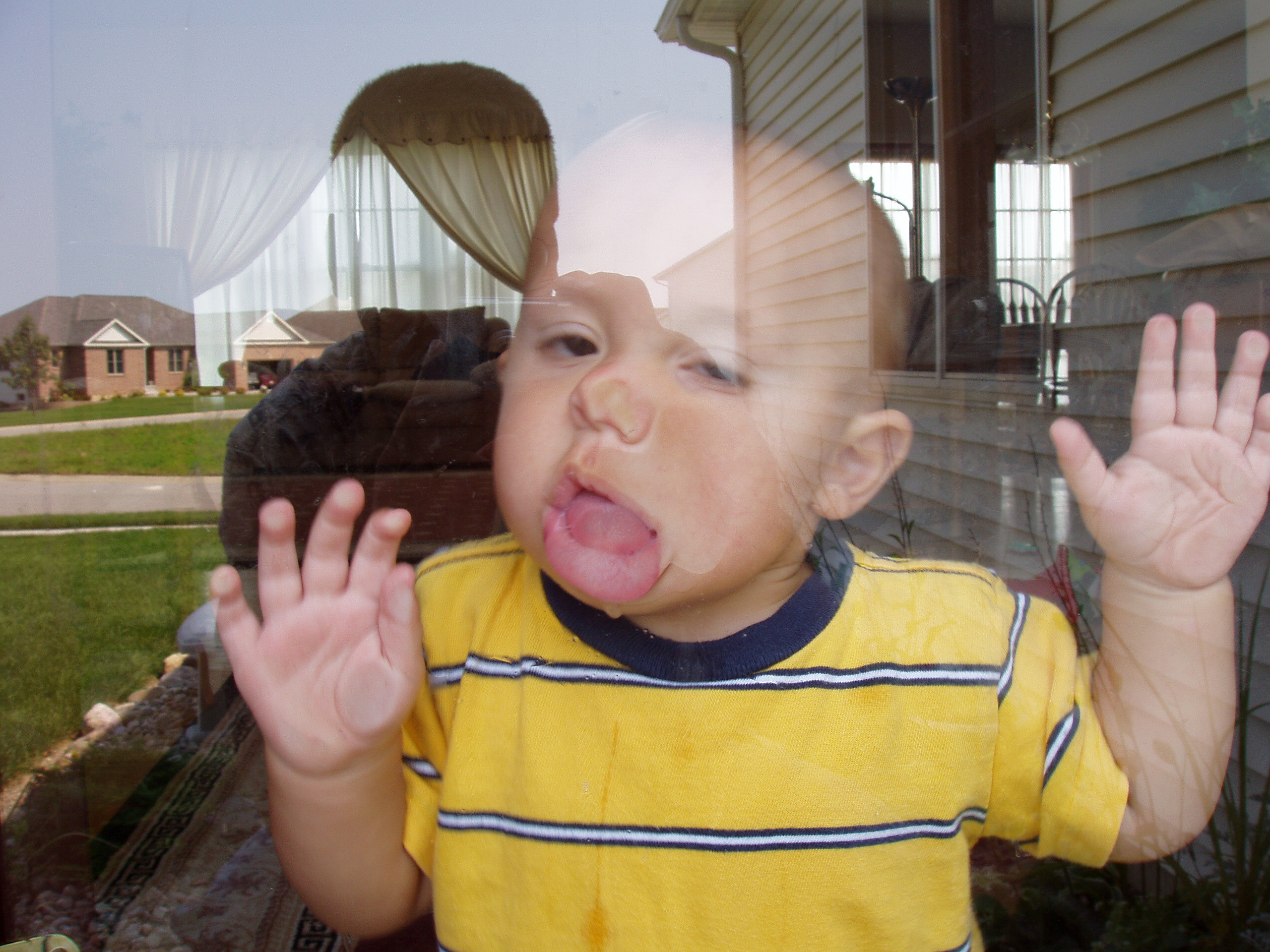
عکس فوری خانواده از یک کودک نوپا. در این حالت تابش خیره کننده تصویر را ضعیف می‌کند و عکاس را در معرض دید قرار می‌دهد.

عکاسی آنی یا اسنپ شات در تعریف کلی آن به عکس‌هایی گفته می‌شوند که توسط آماتورها و با دوربین‌های ساده برای ثبت اتفاقات ساده گرفته می‌شوند.

## پیدایش
عکس‌های آنی در اثر پیشرفت‌های تکنیکی نظیر تکنولوژی شاتر سرعت بالا از اویل دهه ۱۸۶۰ و پیشرفت رو به رشد فیلم‌های سریع تر و حساس تر، امکان‌پذیر گردیدند.

## زیبایی‌شناسی
زیبایی‌شناسی آنی، اشکال متفاوتی به خود گرفته‌است. یکی رویکرد درونی شخصیتی و پذیرفته شده توسط هنرمندانی نظیر آلفرد استیگلیتس و دیگری رویکرد محکم ثبت واقعیت است که مفهوم لحظه قطعی هانری کارتیه برسون، تبلور آن می‌باشد.

## تأثیرگذاری‌ها
عکاسی آنی بر عکاسان جدید خیابانی نظیر ویلیام کلاین و گری وینوگراند اثر گذاشت. همچنین در ایجاد روش شاعرانه تری از عکاسی شهری در سنت عکاسی اومانیستی نیز مؤثر بود.